# Mahengichthys
Mahengichthys è un genere estinto di pesci ossei appartenenti all’ordine dei Gonorynchiformes e alla famiglia Kneriidae, descritto nel 2013 a partire da fossili rinvenuti nei giacimenti eocenici di Mahenge in Tanzania. Il genere comprende una sola specie, †Mahengichthys singidaensis, ed è il primo rappresentante fossile noto dei kneriidi, un gruppo attualmente rappresentato da generi viventi come Kneria e Parakneria.

## Etimologia
Il nome generico Mahengichthys deriva dalla località di Mahenge, dove sono stati rinvenuti i fossili, e dal greco antico "ichthys", che significa "pesce". L’epiteto specifico singidaensis fa riferimento alla regione di Singida, situata a circa 65 km a est del sito di ritrovamento.

## Provenienza e datazione
I fossili provengono dai sedimenti lacustri della formazione di Mahenge, in Tanzania, e risalgono all’Eocene medio, nello specifico al Luteziano, con un’età compresa tra i 45 e i 46 milioni di anni fa. Le condizioni di conservazione nei calcari fossiliferi della zona hanno permesso il recupero di esemplari ben articolati e dettagliati.

## Descrizione
Mahengichthys era un pesce di piccole dimensioni, con una lunghezza standard massima di circa 61 mm e una lunghezza totale fino a 72 mm. La testa rappresentava circa il 21% della lunghezza standard. Il peduncolo caudale era profondo quasi quanto il resto del corpo, che si presentava leggermente arrotondato anziché fortemente compresso lateralmente. La pinna dorsale era posizionata vicino al centro del corpo, mentre le pinne pelviche si trovavano in posizione posteriore rispetto alla metà della lunghezza. L'origine della pinna anale era posta in prossimità della coda.
Dal punto di vista anatomico, Mahengichthys si distingue per una serie di caratteristiche morfologiche diagnostiche. Il tetto cranico non presenta fontanelle, e le ossa postparietali sono assenti come ossificazioni distinte. L’articolazione tra osso quadrato e mandibola avviene sotto la metà anteriore dell’orbita. Il dentario forma un pronunciato processo coronoide, mentre l’angulo-articolare è notevolmente allungato, superando in lunghezza il dentario stesso. Gli archi neurali, con l’eccezione di quelli delle ultime vertebre preurali, sono in contatto o sovrapposti anteriormente e posteriormente.
Una delle caratteristiche più distintive è la presenza di quattro o cinque ossa supraneurali sigmoidee situate tra l’occipite e i pterigiopori dorsali. Le spine neurali e emali sono lunghe e raggiungono i margini del corpo. Sono inoltre presenti robuste ossa epicentrali ben ossificate, estese fino all’origine delle pinne pelviche. Il primo pterigioporo anale è lungo, incurvato e si avvicina alla superficie ventrale delle vertebre.

## Classificazione
Il genere Mahengichthys è stato descritto nel 2013 e assegnato alla famiglia Kneriidae, un clado di Ostarioclupeomorpha dulciacquicoli africani. Le analisi filogenetiche condotte tramite metodi di massima verosimiglianza e parsimonia, basate su dati morfologici e molecolari, collocano Mahengichthys singidaensis all'interno della tribù Kneriini. Questa posizione lo rende il primo rappresentante fossile certo del gruppo, precedentemente rappresentato unicamente da specie attuali o da forme fossili attribuite a famiglie affini come Chanidae e Gonorynchidae.
Lo studio del genere ha consentito per la prima volta una calibrazione temporale dell’origine e della diversificazione dei Kneriidae, indicando una radiazione evolutiva avvenuta tra il Cretaceo e il Paleogene in Africa subsahariana, in seguito alla separazione del continente africano dal Sud America.